# Станчо Радойков
Станчо Симеонов Радойков е български военен, достигнал чин генерал-майор, участвал в Сръбско-българската война, Балканските войни и Първата световна война, убит в атентата в църквата „Света Неделя“.

## Биография
Станчо Радойков е роден на 14 октомври 1859 г. в Кула. От 5 октомври 1879 г. е на военна служба. Завършва Военното на Негово Княжеско Височество училище през 1882 г., на 30 август е произведен в чин подпоручик и зачислен в пехотата. На 30 август 1885 г. е произведен в чин поручик. Служи в Ломпаланска № 7 пеша дружина, Русчукска № 23 пеша дружина и 5-и пехотен дунавски полк. Участва в Сръбско-българската война. През 1900 г. е командир на дружина в Ломския полк, след това е командир на 36-и козлодуйски полк. Участва в Балканските войни като негов командир. През януари 1915 г. е командир на 2-ра бригада от 5-а пехотна дунавска дивизия. През Първата световна война воюва с 2-ра пехотна бригада на 5-а пехотна дунавска дивизия по долината на р. Морава (1915 – 1916 г.). По-късно е началник на отдела за специални служби при Министерството на войната. Уволнен е от служба през 1918 година. Убит е при атентата в църквата „Света Неделя“ на 16 април 1925 г. в София.

## Военни звания
- Подпоручик (1882)
- Поручик (30 август 1885)
- Капитан (1887)
- Майор (2 август 1896)
- Подполковник (1904)
- Полковник (15 октомври 1908)
- Генерал-майор (30 май 1917)

## Награди
- Военен орден „За храброст“ III степен 1 клас и 2 клас, IV степен, 2 клас[2]
- Народен орден „За военна заслуга“ III, IV и V степе на обикновена лента.[2]

## Семейство
Дъщеря на Станчо Радойков е Ангелина Радойкова, родена в Мюнхен и израснала в Германия. Женена за запасния подполковник Любомир Лулчев. Убита е на 17 май 1930 г.